# James Davis
James S. Davis (Boston, 17 maggio 1943) è un imprenditore statunitense.
È il presidente di New Balance Shoe, Inc. e un cofondatore di Major League Lacrosse.

## Biografia
James S. Davis (conosciuto anche come Jim Davis) è nato nel 1943, figlio di immigrati greci. Ha studiato nell'Accademia di Worcester, ed ha ricevuto un Bachelor di Scienze in biologia e chimica dal Middlebury College nel 1966. Giocava a college football mentre frequentava l'università.
Ha iniziato la sua carriera come ingegnere di vendita al LFE Corporation inWaltham, (Massachusetts), e come marketing manager per Applied Geodata Systems Division of Techven Associates di Cambridge (Massachusetts). Nel 1972 ha acquistato New Balance, all'epoca solo una società formata da sei dipendenti con sede a Boston, trasformandola in una multinazionale da circa 4000 dipendenti. La compagnia ha un fatturato medio di circa 2 miliardi di dollari l'anno. È stato membro del Consiglio della Sporting Goods Manufacturers Association, la International Athletic Footwear & Apparel Manufacturers Association, e la Two/Ten Foundation. È membro del Consiglio di Athletic Footwear e fa parte del Comitato Esecutivo della Rubber and Plastic Footwear Manufacturers Association. È anche membro del Consiglio di Amministrazione della Citizen's Bank a Providence (Rhode Island).
Jim è un repubblicano. Nel 2011 ha donato 500.000 dollari per il Super PAC di Mitt Romney, Restore Our Future. Ha anche donato 5 milioni di dollari l'Università del Maine. Oltre a un Bachelor di Scienze, ha anche ottenuto un dottorato onorario dalla sua università di provenienza, Middlebury College. Una libreria nel campus universitario è stata nominata in suo nome. È membro del consiglio di amministrazione dello Sports Museum of New England (museo dello sport del New England) e del Boston Children's Museum.
Jim è attualmente il presidente di New Balance, una multinazionale privata statunitense produttrice di calzature sportive che dirige assieme a Robert T. DeMartini.  Secondo la rivista Forbes, Jim Davis si piazza 411º tra gli uomini più ricchi del mondo, e il 124º più ricco degli Stati Uniti, con un patrimonio stimato di 4,1 miliardi di dollari. È sposato ed ha due figli. Vive aNewton (Massachusetts).